# Anna Zatonskih
Anna Zatonskih est une joueuse d'échecs ukrainienne puis américaine née le 17 juillet 1978 à Marioupol (Jdanov à l'époque).
Au 1er avril 2016, elle est la numéro un américaine et la 31e joueuse mondiale avec un classement Elo de 2 470.

## Biographie et carrière
Maître international (mixte) depuis 2004, Zatonskih a remporté le championnat d'Ukraine féminin en 2001, puis, après son émigration aux États-Unis en 2004, le championnat des États-Unis féminin à quatre reprises (en 2006, 2008, 2009 et 2011).
Elle a représenté l'Ukraine lors de deux olympiades (en 2000 et 2002), puis les États-Unis lors des championnats du monde par équipe féminins de 2009 et 2013, des six olympiades de 2004 à 2014, remportant la médaille de bronze par équipe et une médaille d'or individuelle au deuxième échiquier en 2008.
| Année | Lieu                    | Résultat       | Ultime adversaire       | Adversaires battues             |
| ----- | ----------------------- | -------------- | ----------------------- | ------------------------------- |
| 2000  | New Delhi               | premier tour   | Maritza Arribas Robaina |                                 |
| 2001  | Moscou                  | deuxième tour  | Nino Khourtsidzé        | Li Ruofan                       |
| 2008  | Naltchik, Russie        | deuxième tour  | Tatiana Kosintseva      | Tea Lanchava                    |
| 2010  | Antakya, Turquie        | troisième tour | Hou Yifan               | Maïa Lomineichvili, Marie Sebag |
| 2012  | Khanty-Mansiïsk, Russie | deuxième tour  | Ju Wenjun               | Carolina Luján                  |

Elle est mariée au joueur allemand Daniel Fridman.